# Orgeix
Orgeix település Franciaországban, Ariège megyében. Lakosainak száma 101 fő (2022. január 1.). Orgeix Ascou, Ax-les-Thermes, Mérens-les-Vals és Orlu községekkel határos.

## Népesség
A település népességének változása:
| Lakosok száma | 61   | 53   | 65   | 93   | 80   | 85   | 87   | 88   | 92   | 101  |
|               | 1968 | 1982 | 1990 | 2006 | 2013 | 2015 | 2017 | 2019 | 2020 | 2022 |